# Енте Марема Вале Лунга (Рим)
Енте Марема Вале Лунга је насеље у Италији у округу Рим, региону Лацио.
Према процени из 2011. у насељу је живело 148 становника. Насеље се налази на надморској висини од 32 м.